# مائنی
مائنی (به انگلیسی: Maini) یک روستا در پاکستان است که در خیبر پختونخوا واقع شده‌است.